# أنتوني جوستين
أنتوني جوستين (بالإنجليزية: Anthony Heath)‏ هو عالم اجتماع بريطاني، ولد في 15 ديسمبر 1942.